# جون موراي غيبون
جون موراي غيبون هو مؤرخ كندي، ولد في 12 أبريل 1875، وتوفي في 2 يوليو 1952.